# Bizkerre Futbol Taldea
El Bizkerre Futbol Taldea es un equipo de fútbol de la localidad vizcaína de Getxο (España),
especializado principalmente en los equipos femeninos, aunque también tiene masculinos.
De la cantera del Bizkerre han salido grandes jugadoras profesionales, entre ellas, Andrea Sierra, Clara Pinedo, jugadoras del primer equipo femenino del Athletic Club o Maddi, jugadora del primer equipo femenino Real Sociedad.

## Historia
Los orígenes del club se remontan a 1980, en los torneos juveniles de fútbol-playa que se disputaban en Sopelana. El 8 de diciembre de 1984 se celebra una junta general donde se decide federar un nuevo club infantil para la siguiente temporada 1985/86, para dar salida a los jugadores que, por edad, no podían seguir compitiendo en la modalidad playa.
Es especialmente destacable la labor impulsora del fútbol femenino que ha realizado el club desde sus inicios. Jugadoras que más adelante destacarían en el Athletic Club, como Lexuri Angulo, Nerea Onaindia, Leire Zabala, Aitxiber Juaristi o Amaia Olabarrieta, dieron sus primeros pasos de su carrera deportiva en el Bizkerre.
El 7 de junio de 1985 se redacta el Acta de Constitución del club, en la que se nombra presidente a Manuel Maceda y entrenador a José Luis Maruri entre otros.
El 4 de diciembre de 1989 se redactan los actuales estatutos del club.
En la temporada 1997/98 se funda el filial femenino Bizkeneskak FT.
El club alcanzó su esplendor en las temporadas 1999/00, y 2000/01 en las que clasificó en las posiciones 8.ª y 7.ª respectivamente en el grupo 1 de la entonces denominada División de Honor Femenina, la actual primera división.
En 2018 el Bizkerre logra el ascenso a la 2.ª división de la mano de Borja Celaya.

## Equipos

### Femeninos
Sénior A (que ha militado en Segunda División Femenina de España y más recientemente en la Tercera Federación Femenina de España 2023-24), sénior B (regional y 1.ª División Vasca), juvenil, cadete, tres equipos infantiles, dos alevines, y dos benjamines.

### Masculinos
Primer equipo (regional), un juvenil y dos cadetes.

## Estadios
Los distintos equipos del Bizkerre, tanto masculinos como femeninos, han disputado sus encuentros en diversas instalaciones deportivas a lo largo de su historia. En 1990 se alquila al club Neguri el campo Errotazarra, aunque al año siguiente el Bizkerre comenzó a disputar sus encuentros en Ibaiondo. Los equipos infantil y femenino jugaron en Fadura, y más adelante en Neguri.
Finalmente, en la temporada 1996/97 el Bizkerre logra que todos sus equipos jueguen en un mismo campo: Bolua, de césped artificial.

## Trofeo de Getxο de fútbol femenino
El Trofeo de Getxο de fútbol femenino es un torneo de verano creado por el Bizkerre. Este torneo se disputa desde 2007, y por él han competido los equipos más ilustres del fútbol femenino español, como el Athletic Club, FC Barcelona, Atlético de Madrid, Rayo Vallecano, etc.